# Михалки (Люблинское воеводство)
Михалки (пол. Michałki) — деревня в Бяльском повете Люблинского воеводства Польши. Входит в состав гмины Рокитно. По данным переписи 2011 года, в деревне проживало 192 человека.

## География
Деревня расположена на востоке Польши, к северу от реки Кшны, на расстоянии приблизительно 13 километров северо-востоку от города Бяла-Подляска, административного центра повета. Абсолютная высота — 144 метра над уровнем моря. К югу от населённого пункта проходит национальная автодорога 2.

## История
В конце XVIII века деревня входила в состав Брестского повета Великого княжества Литовского. По данным на 1827 год имелось 37 дворов и проживало 226 человек. Согласно «Справочной книжке Седлецкой губернии на 1875 год» деревня входила в состав гмины Рокитно Константиновского уезда Седлецкой губернии. В период с 1975 по 1998 годы Михалки входили в состав Бяльскоподляского воеводства.

## Население
Демографическая структура по состоянию на 31 марта 2011 года:
|         | Всего | До трудоспособного возраста | Трудоспособного возраста | Старше трудоспособного возраста |
| ------- | ----- | --------------------------- | ------------------------ | ------------------------------- |
| Мужчины | 94    | 22                          | 60                       | 12                              |
| Женщины | 98    | 24                          | 43                       | 31                              |
| Всего   | 192   | 46                          | 103                      | 43                              |